# Route nationale 648a
Die Route nationale 648A, kurz N 648A oder RN 648A, war eine französische Nationalstraße und zugleich von 1933 bis 1973 ein Seitenast der Nationalstraße 648, der von dieser in Saint-Étienne-de-Baïgorry abzweigte und zur spanischen Grenze auf dem Col d’Ispéguy führte. Dort fand sie ihre Fortsetzung in der lokalen Straße NA 2600 der Provinz Navarra. Ihre Länge betrug 8 Kilometer.